# Lisbet Jakobsen
Lisbet Falch Jakobsen (Nexø, 21 de enero de 1987) es una deportista danesa que compitió en remo. Ganó una medalla de bronce en el Campeonato Mundial de Remo de 2008, en la prueba de cuatro sin timonel.

## Palmarés internacional
| Campeonato Mundial | Campeonato Mundial   | Campeonato Mundial | Campeonato Mundial |
| Año                | Lugar                | Medalla            | Prueba             |
| ------------------ | -------------------- | ------------------ | ------------------ |
| 2008               | Ottensheim (Austria) | Medalla de bronce  | Cuatro sin timonel |